# Steenvoorde
Steenvoorde (westflämisch Stêenvôorde, Aussprache [stɛ̃vɔʁd]) ist eine französische Stadt mit 4.308 Einwohnern (Stand: 1. Januar 2022) im Département Nord in der Region Hauts-de-France. Sie gehört zum Arrondissement Dunkerque und ist Mitglied im Gemeindeverband Cœur de Flandre Agglo. In Steenvoorde wird auch Westflämisch gesprochen. Die Bewohner werden Steenvoordois und Steenvoordoises genannt.
Die Gemeinde erhielt 2023 erneut die Auszeichnung „Drei Blumen“, die vom Conseil national des villes et villages fleuris (CNVVF) im Rahmen des jährlichen Wettbewerbs der blumengeschmückten Städte und Dörfer verliehen wird. Im Jahre 2017 war dies zum ersten Mal der Fall.

## Geografie

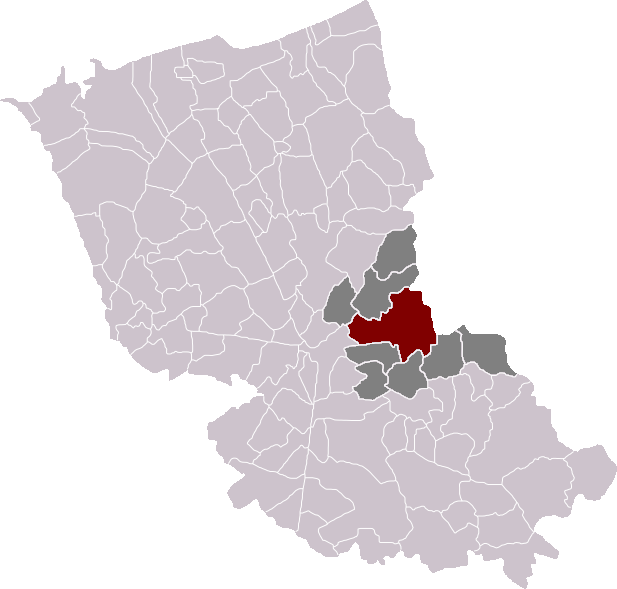
Lage von Steenvoorde im Arrondissement Dunkerque

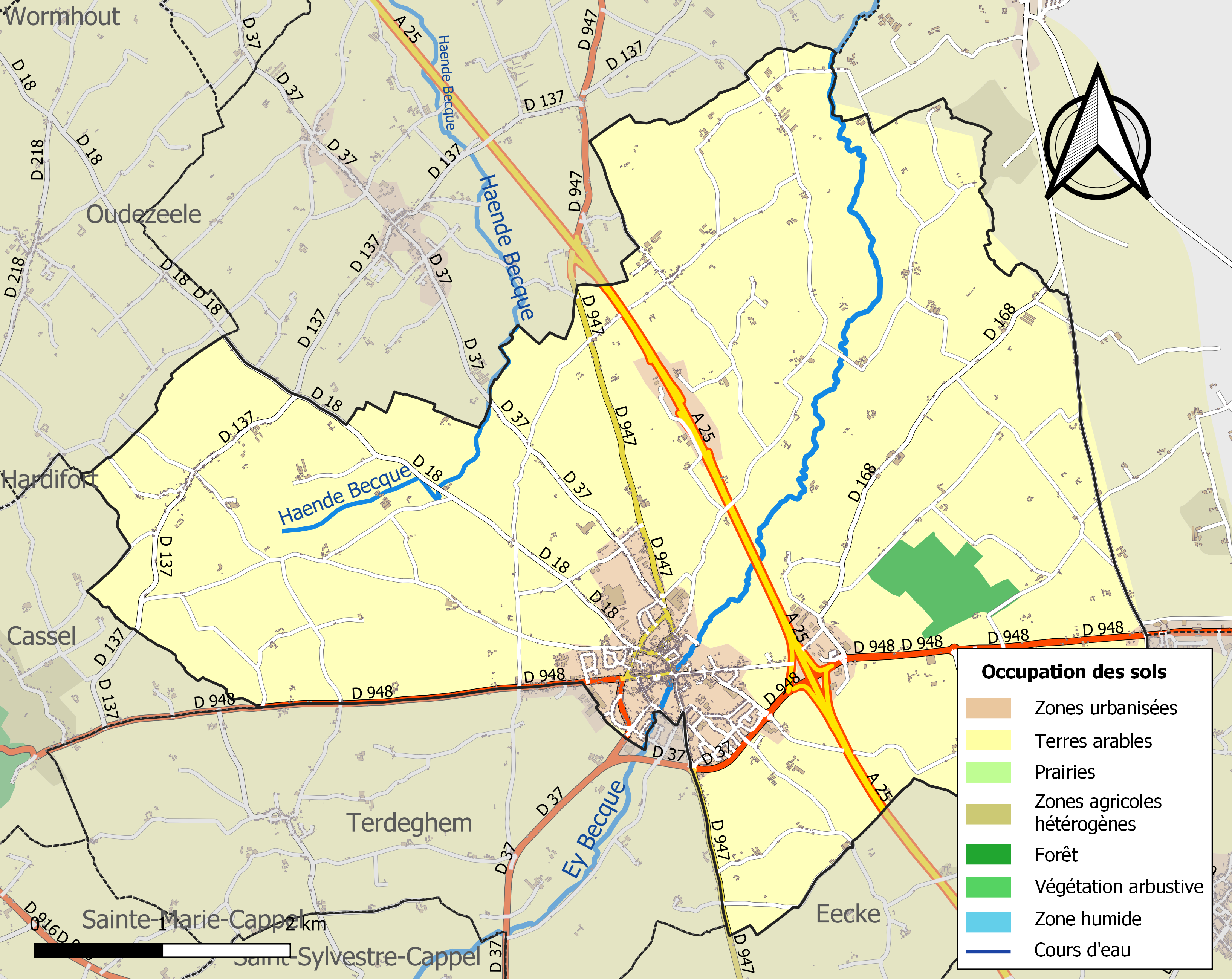
Bodennutzung, Hydrografie und Infrastruktur der Gemeinde (2018)

Die Kleinstadt Steenvoorde liegt in Französisch-Flandern im äußersten Norden Frankreichs an der Grenze zu Belgien, etwa 29 Kilometer südöstlich von Dünkirchen und etwa 40 Kilometer nordwestlich von Lille. Die Kleinstadt befindet sich in der Région naturelle Houtland nördlich der Hügelkette der Monts de Flandre. Neben dem geschlossenen Siedlungsbild des Kernortes liegen im Gebiet von Steenvoorde die Ortsteile Le Riveld und Saint-Laurent sowie zahlreiche verstreute Einzelhöfe.
Das Stadtgebiet wird von zahlreichen Bächen durchzogen, die über die Ey Becque (auch Heidebeek genannt) in Richtung Norden zur Yser entwässern. Das Zentrum liegt auf einer Höhe von etwa 20 m. Das Relief ist vergleichsweise eben. Es fällt im äußersten Norden bis auf 9 m ab und steigt im Westen auf 67 m an.
Ein Teil des östlichen Gebiets von Steenvoorde gehört zur ZNIEFF-Naturzone „Bois de Beauvoorde“ (310030091).
Rund 91 % der Fläche der Gemeinde werden landwirtschaftlich genutzt, der Anteil bebauter Fläche beträgt etwa 5 %, etwa 2 % sind bewaldet (Bois de Beauvoorde), rund 2 % entfallen auf industrielles oder gewerbliches Gelände (Stand: 2018).
Nachbargemeinden von Steenvoorde sind Winnezeele im Norden, Poperinge (Belgien) im Nordosten, Godewaersvelde im Südosten, Eecke im Süden, Terdeghem im Südwesten, Cassel im Westen sowie Oudezeele im Nordwesten.

## Etymologie
Der Name der Gemeinde leitet sich aus den germanischen staina „Stein“  und furdu „Furt“ ab. Formen waren in der Folge „Stanfort“ (1115), „Steinforth“ (1115 und um 1220), „Stenforht“ und „Stenforthe“ (1120), „Stenfort“ (1121), „Steynfort“ (1121), „Steinfort“ (1123 und 1125), „Stainfort“ (1126), „Stenford“ (1127 und 1128), „Stenforda“ (1144), „Stenvorda“ (1145), „Stenuorda“ (1175), „Stenuord“ (1187).
Dieser Name erinnert daran, dass an diesem Ort, der bereits ein Durchgangsort war, die Römerstraße, die Boulogne-sur-Mer, Thérouanne, Cassel, Wervik, dann Bavay, Reims oder Köln verband, den Fluss Ey Becque durch eine Steinfurt überquerte.

## Bevölkerungsentwicklung
| Jahr                       | 1962 | 1968 | 1975 | 1982 | 1990 | 1999 | 2006 | 2013 | 2022 |
| Einwohner                  | 3663 | 3761 | 3879 | 4021 | 4010 | 4025 | 3964 | 4010 | 4308 |
| Quellen: Cassini und INSEE |      |      |      |      |      |      |      |      |      |

Im Jahr 1896 wurde mit 4476 Bewohnern die bisher höchste Einwohnerzahl ermittelt. Die Zahlen basieren auf den Daten von annuaire-mairie und INSEE.

## Kultur und Sehenswürdigkeiten

### Bauwerke
- Kirche Saint-Pierre aus dem 17. Jahrhundert. Die Kirche birgt zahlreiche Ausstattungsgegenstände, die in der Base Palissy gelistet sind, darunter eine große Anzahl, die als Monument historique der beweglichen Objekte klassifiziert sind.cassini.ehess
- Ehemaliges Pfarrhaus aus dem Jahr 1664, Fassaden und Dächer, die zur Straße führen, sind seit 1943 als Monument historique klassifiziert[9]
- Moulin du nord / Nordmeulen, eine aus dem 16. Jahrhundert stammende ehemalige Holländerwindmühle, seit 1977 als Monument historique eingeschrieben[10]
- Moulin du sud / Drievenmeulen, eine aus dem 18. Jahrhundert stammende ehemalige Holländerwindmühle, seit 1977 als Monument historique eingeschrieben[11]
- Kapelle Sainte-Rita-Saint-Joseph im Weiler le Ryveld, erbaut 1952
- Reste einer mittelalterlichen Erdhügelburg im Weiler Hofhelot, seit 1979 als Monument historique eingeschrieben[12]

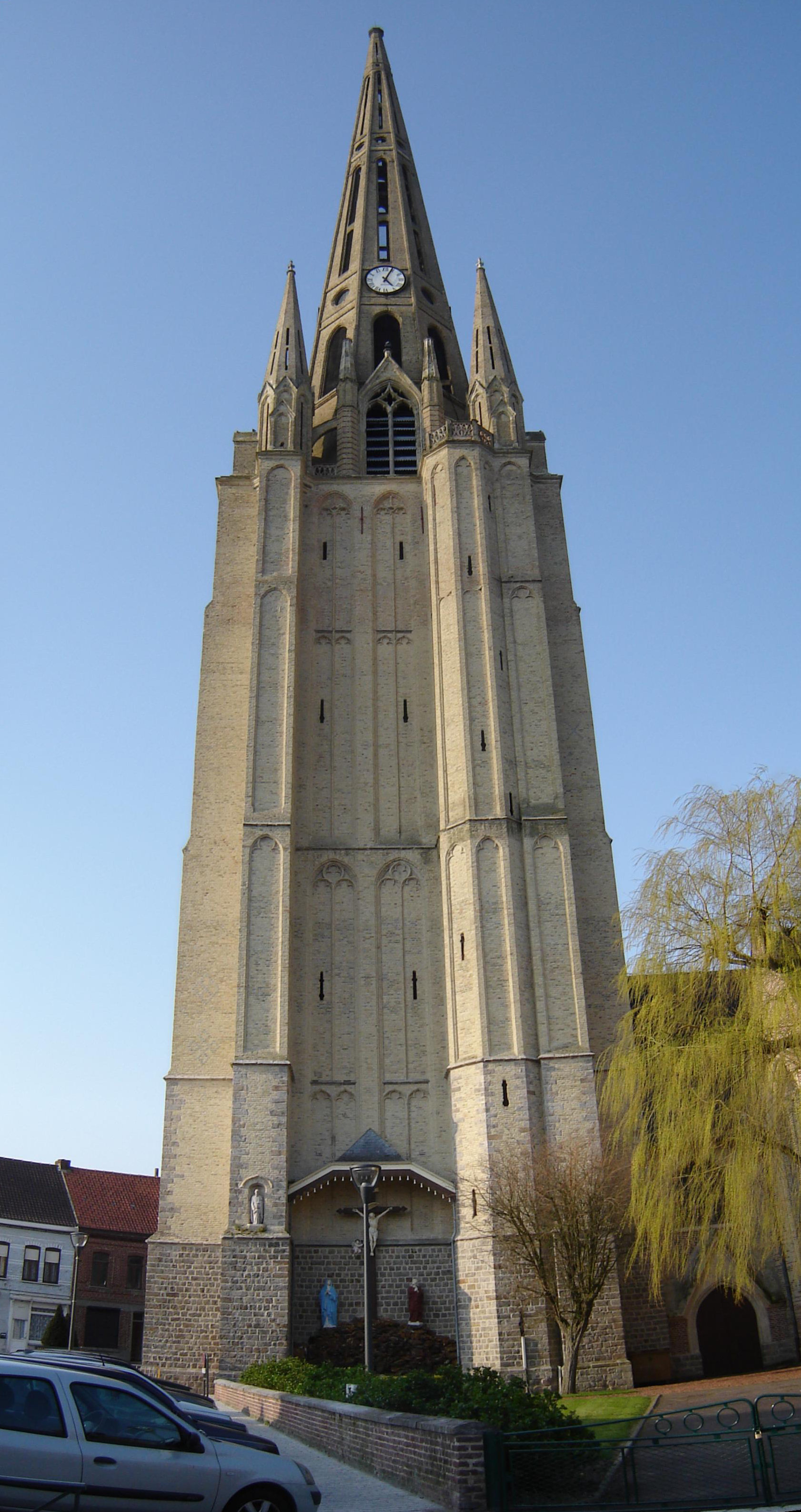
Kirche Saint-Pierre
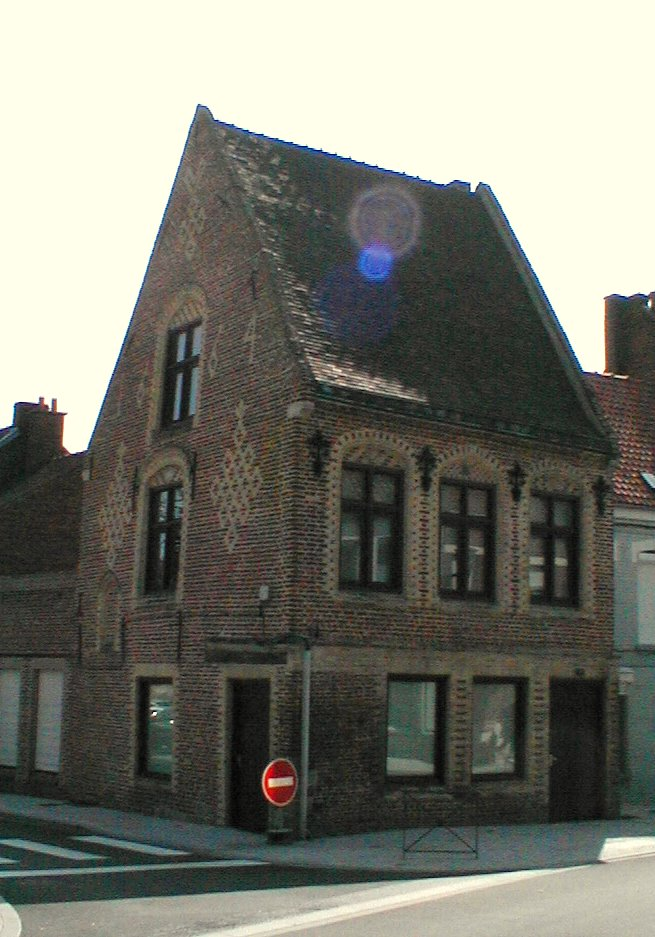
Ehemaliges Pfarrhaus
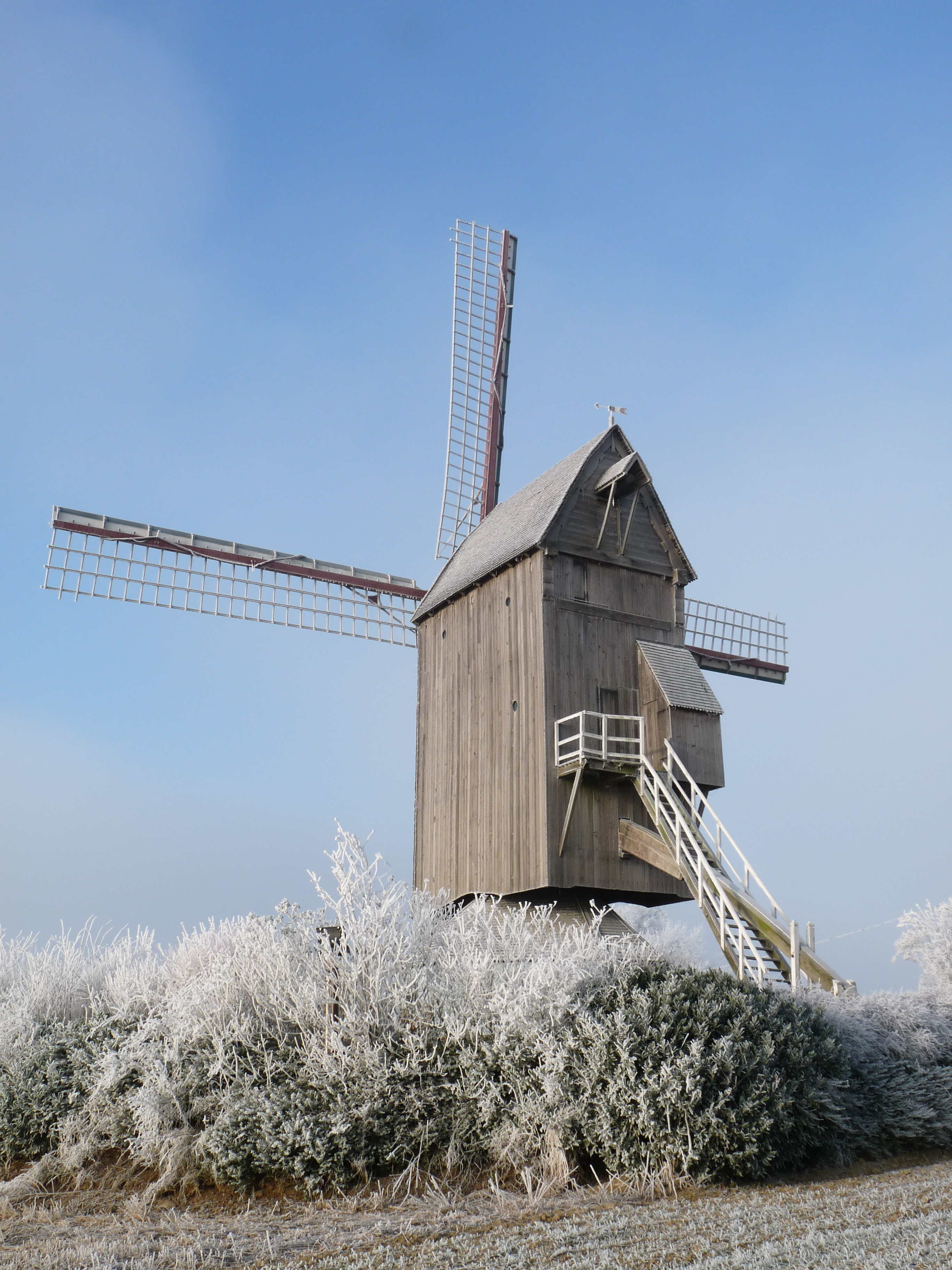
Nordmeulen / Moulin du nord
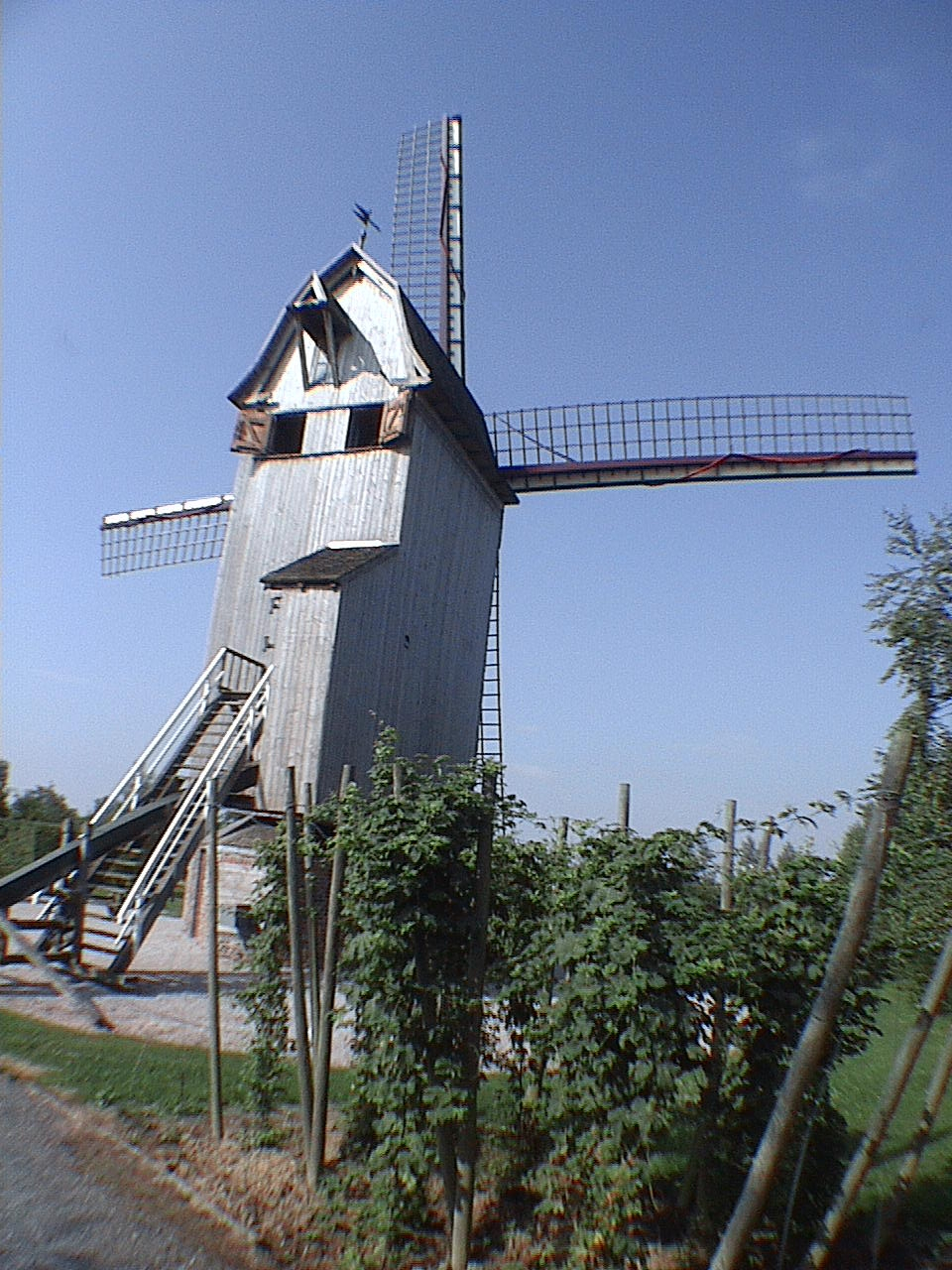
Drievenmeulen / Moulin du sud

### Folklore und Karneval

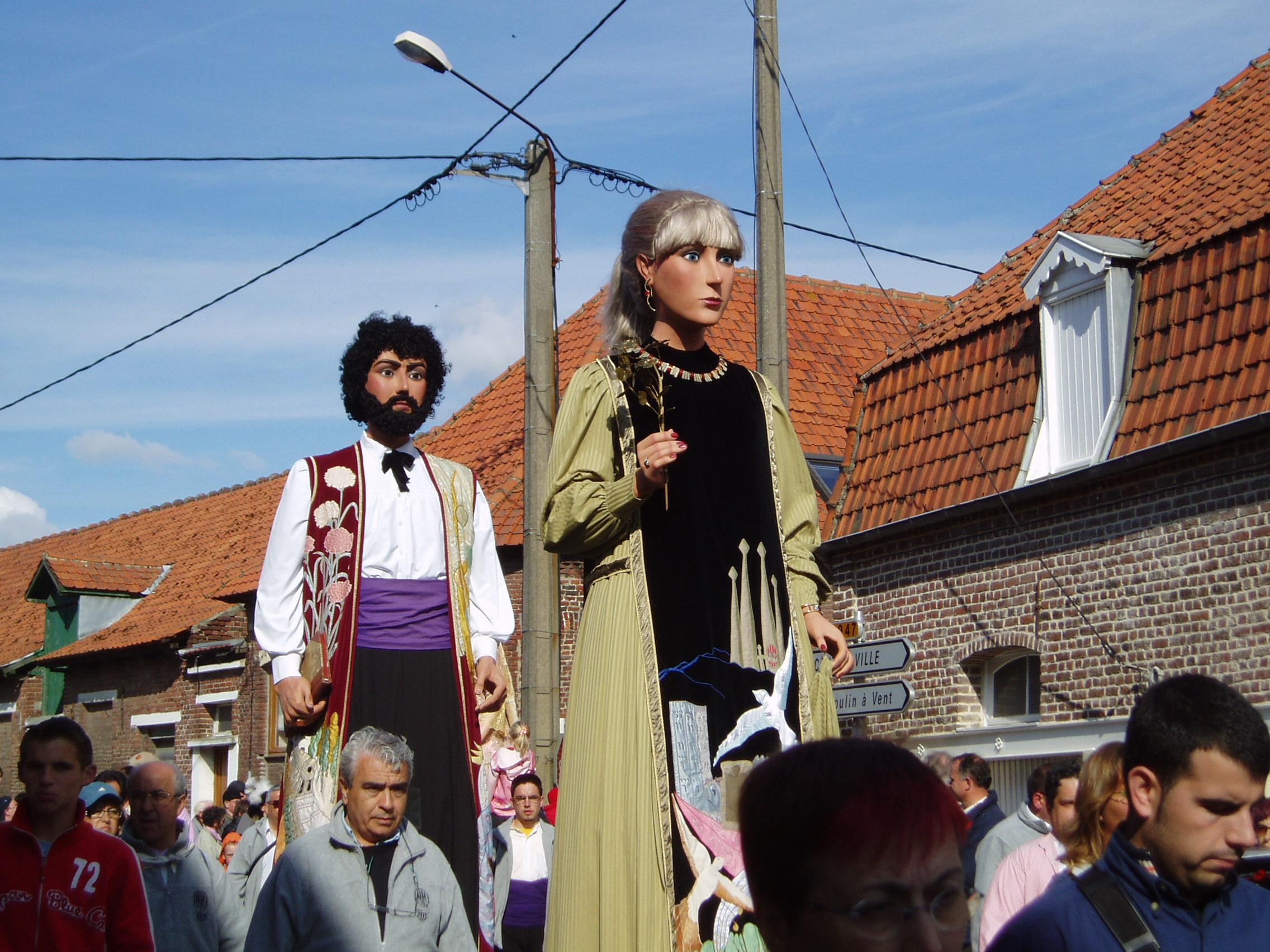
Festival der Riesen 2006

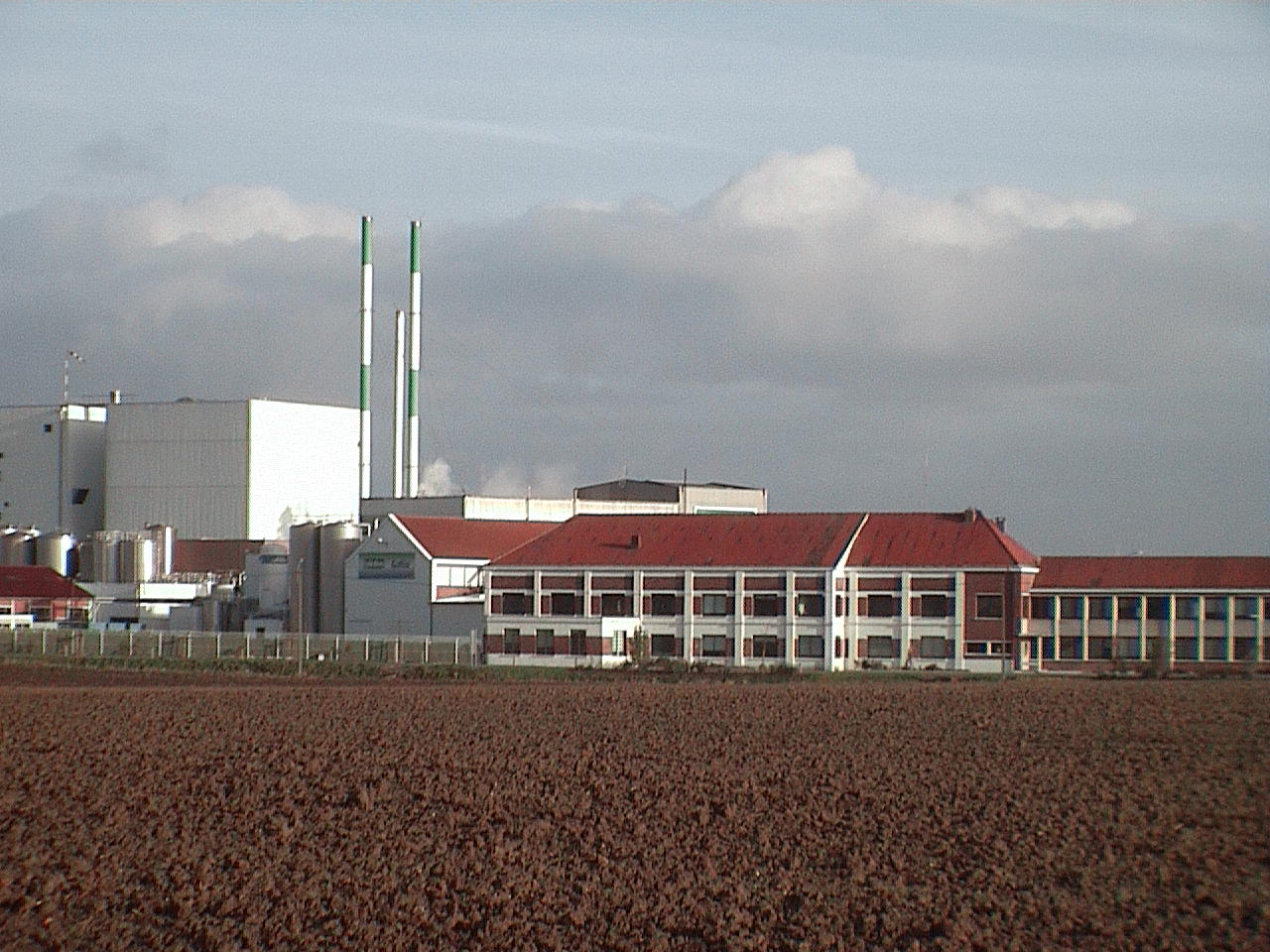
Blédina-Werk Steenvoorde

In Steenvoorde gibt es wie in anderen Städten Nordfrankreichs und Belgiens die Tradition der Riesen-Prozession (Géants). Die Riesen sieht man zur Karnevalszeit, am letzten Wochenende im April und bei vielen anderen regionalen Festen. 2006 fand in Steenvoorde das Europäische Festival der Riesen statt. Seit 2005 werden die Aufführungen von der UNESCO unter dem Titel Prozessionen der Riesen und Drachen aus Belgien und Frankreich als Meisterwerke des mündlichen und immateriellen Erbes der Menschheit geführt.

## Wirtschaft und Infrastruktur

### Ansässige Unternehmen
Zu den größten Unternehmen in Steenvoorde gehören
- Blédina, ein Hersteller von Babynahrung im Konzern Danone
- der Kühlschrank- und Kühlsystemehersteller Conhexa
- Spinnerei Textile des Dunes
- Druckerei Nord'Imprim

Im Gebiet der Kleinstadt sind 94 Landwirtschaftsbetriebe ansässig (Anbau von Getreide, Hülsenfrüchten, Ölsaaten, Strauchfrüchten und Gemüse, Zucht von Pferden, Rindern und Geflügel, Schweinehaltung).

### Verkehr
Durch das Stadtgebiet von Steenvoorde führt die Autoroute A25 von Lille nach Dünkirchen mit der Anschlussstelle 13 östlich des Ortskerns und den Autobahnraststätten Aire de Service de Saint-Eloi auf der Westseite und Aire de Service de Saint-Laurent auf der Ostseite. Die Departementsstraße D 948, die ehemalige Route nationale 348, von Cassel nach Poperinge in Belgien durchquert das Gemeindegebiet von West nach Ost, wobei sie um den Stadtkern als D 37 herumgeführt wird. Die Departementsstraße D 947, die ehemalige Route nationale 347 von Lens nach Bray-Dunes, durchquert die Gemeinde von Süd nach Nord. Die nachgeordneten Departementsstraßen D 18, D 37, D 168 und lokale Landstraßen verbinden das Stadtzentrum mit den Weilern der Gemeinde und weiteren Nachbargemeinden.
Busse von drei Linien der Transportgesellschaft Arc-en-Ciel des Départements Nord verbinden die Stadt mit Dünkirchen, Houtkerque, Boeschepe, Hazebrouck und Armentières über Bailleul. Die Verkehrsgesellschaft De Lijn betreibt seit September 2023 eine grenzüberschreitende Buslinie von Hazebrouck nach Poperinge mit zwei Haltestellen in Steenvoorde.

## Persönlichkeiten
- Michel Spanneut (1919–2014), französischer Altkirchenhistoriker, geboren in Steenvoorde

## Belege
1. ↑  Steenvoorde. Conseil national des villes et villages fleuris, abgerufen am 15. Mai 2024 (französisch).
2. ↑  Ville fleurie. Gemeinde Steenvoorde, abgerufen am 15. Mai 2024 (französisch).
3. ↑  Biodiversité dans les territoires - Steenvoorde. Inventaire national du patrimoine naturel (INPN), abgerufen am 15. Mai 2024 (französisch).
4. ↑  Répartition des superficies en 15 postes d’occupation des sols (métropole). CORINE Land Cover, 2018, abgerufen am 15. Mai 2024 (französisch).
5. ↑  Maurits Gysseling: Toponymisch Woordenboek van België, Nederland, Luxemburg, Noord-Frankrijk en West-Duitsland (vóór 1226). Koninklijke Academie voor Nederlandse Taal en Letteren (KANTL), 1960, S. 935, abgerufen am 15. Mai 2024 (niederländisch).
6. ↑  Patrimoine. Gemeinde Steenvoorde, abgerufen am 15. Mai 2024 (französisch).
7. ↑  Steenvoorde auf cassini.ehess
8. ↑  Steenvoorde auf INSEE
9. ↑  Eintrag in der Base Mérimée des Kulturministeriums. Abgerufen am 15. Mai 2024 (französisch).
10. ↑  Eintrag in der Base Mérimée des Kulturministeriums. Abgerufen am 15. Mai 2024 (französisch).
11. ↑  Eintrag in der Base Mérimée des Kulturministeriums. Abgerufen am 15. Mai 2024 (französisch).
12. ↑  Motte féodale in der Base Mérimée des französischen Kulturministeriums (französisch)
13. ↑  mairie-steenvoorde.fr/entreprises. Archiviert vom Original (nicht mehr online verfügbar) am 21. September 2011; abgerufen am 12. Februar 2011 (französisch).
14. ↑  Landwirtschaftsbetriebe auf annuaire-mairie.fr (französisch)
15. ↑  Plan du périmètre Flandres - Arc en Ciel. Arc-en-Ciel, abgerufen am 15. Mai 2024 (französisch).
16. ↑  62 - Hazebrouck - Steenvoorde - Abele - Poperinge. De Lijn, abgerufen am 15. Mai 2024.